# Flotta peschereccia

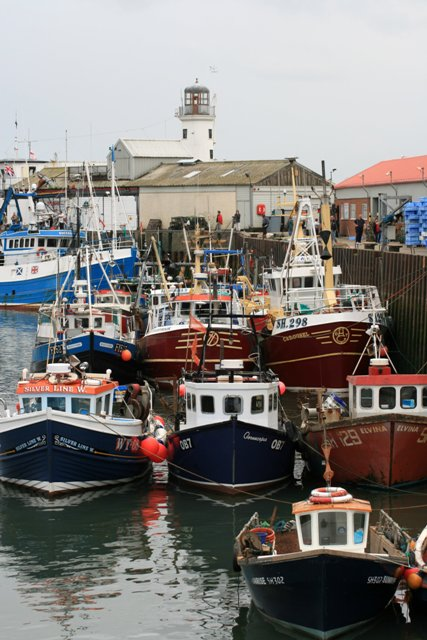
Parte della flotta peschereccia locale ormeggiata nel porto di Scarborough, in Inghilterra

Con il termine flotta peschereccia viene indicato un aggregato di pescherecci commerciali. Il termine può essere utilizzato per indicare tutte le navi che operano in un determinato porto, tutte le navi impegnate in un particolare tipo di pesca (per esempio la "flotta peschereccia del tonno") o tutte le navi da pesca di un paese o di una regione.
Sebbene i pescherecci non siano formalmente organizzati come se fossero una flotta navale, molto spesso i limiti temporali e le condizioni atmosferiche sono tali che devono partire o rientrare tutti insieme, creando così almeno l'apparenza di un organismo organizzato (alcuni Paesi, come l'ex Unione Sovietica, tuttavia, organizzano le proprie flotte pescherecce parzialmente lungo rotte e utilizzano i pescherecci anche da navi spie).
I pescatori che gestiscono un particolare tipo di nave o in un determinato porto spesso appartengono a un'associazione locale che diffonde informazioni e può essere utilizzata per coordinare attività, ad esempio il modo migliore per prevenire la pesca eccessiva in determinate zone.

## Flotta peschereccia mondiale
Nel 2002 la flotta peschereccia mondiale contava circa quattro milioni di pescherecci. Circa un terzo avevano un ponte. Le restanti barche senza ponte erano generalmente lunghe meno di 10 metri e il 65% non era dotato di sistemi di propulsione meccanica. La FAO stima che l'Asia ne rappresenti oltre l'80%.
La dimensione media delle navi dotate di ponte è di circa 20 tonnellate lorde (10-15 metri). Solo l'1% della flotta peschereccia mondiale supera le 100 tonnellate di stazza lorda (più di 24 metri). La Cina ha la metà (25.600) di queste navi più grandi.
Non esiste uno strumento internazionale in vigore relativo alla sicurezza dei pescherecci. Le convenzioni e gli accordi internazionali in attesa di ratifica che riguardano la sicurezza in mare sono quasi esclusivamente rivolti alle navi di lunghezza pari o superiore a 24 metri, e quindi non si applicano alle imbarcazioni artigianali nei Paesi in via di sviluppo. Le norme di sicurezza per tutti i pescherecci sono lasciate quasi interamente alla discrezionalità nazionale.